# Luciano Favero
Luciano Favero (ur. 11 października 1957 w Santa Maria di Sala) – włoski piłkarz grający na pozycji obrońcy. Grał w takich klubach jak: Milanese, ACR Messina, Salernitana, Siracusa, Rimini, Avellino, Juventus F.C. i Hellas Verona. Z Juventusem w 1985 roku zdobył Puchar Europy.
W Serie A rozegrał 245 spotkań i zdobył dwie bramki.